# Клименок, Максим Александрович
Макси́м Алекса́ндрович Климено́к — советский хозяйственный, государственный и политический деятель, Герой Социалистического Труда.

## Биография
Родился в 1902 году в деревне Нижние Жары. Член КПСС с 1931 года.
С 1916 года — на хозяйственной, общественной и политической работе. В 1916—1970 гг. — крестьянин, постовой на реке Днепр, помощник у бакенщика, красноармеец, комсомольский работник, организатор коллективного хозяйства, председатель сельхозартели, председатель колхоза «Руховик революции», директор Комаринской машинно-тракторной станции, председатель колхоза «Возрождение» Карагандинской области Казахской ССР, участник Великой Отечественной войны, партизан в оккупированной Белорусской ССР, комиссар партизанского отряда, комиссар партизанской бригады, председатель Миорского райисполкома, заведующий управлением сельского хозяйства Глубокского райисполкома, председатель сельхозартели имени Чапаева, председатель колхоза имени Чапаева Глубокского района Витебской области Белорусской ССР.
Указом Президиума Верховного Совета СССР от 30 апреля 1966 года присвоено звание Героя Социалистического Труда с вручением ордена Ленина и золотой медали «Серп и Молот».
Избирался депутатом Верховного Совета Белорусской ССР 7-го созыва.
Умер в деревне Верхнее в 1992 году.